# Bromid draselný
Bromid draselný (KBr) je sůl široce používaná jako antikonvulzivum a sedativum koncem 19. a začátkem 20. století. Nositelem jeho účinku je bromidový iont (proto je bromid sodný obdobně účinný). Bromid draselný se dosud používá ve veterinární medicíně jako antiepileptikum pro psy a kočky.
Za běžných podmínek se jedná o bílý krystalický prášek dobře rozpustný ve vodě. Ve zředěném vodném roztoku má sladkou chuť, ve vyšších koncentracích chutná hořce a nejkoncentrovanější má slanou chuť (tyto účinky jsou dány hlavně draselným iontem; bromid sodný chutná při všech koncentracích slaně). Vysoké koncentrace bromidu draselného silně dráždí membránu žaludeční sliznice a způsobují nauzeu, občas i zvracení (tento účinek je opět typický pro všechny rozpustné draselné soli).

## Chemické vlastnosti
Bromid draselný je typickou iontovou solí, která plně disociuje a má ve vodném roztoku pH přibližně 7, protože bromovodík je silná kyselina a hydroxid draselný silná zásada. Slouží jako zdroj bromidových iontů - tato reakce je důležitá pro výrobu bromidu stříbrného pro fotografické filmy:
KBr(aq) + AgNO3(aq) → AgBr(s) + KNO3(aq)
Br− ve vodném roztoku také tvoří komplexy při reakci s některými kovovými halogenidy, například s bromidem měďnatým:
2 KBr(aq) + CuBr2(aq) → K2[CuBr4](aq)

## Příprava
Tradiční metodou výroby KBr je reakce uhličitanu draselného s Fe3Br8 (připraveným reakcí železného šrotu pod vodou s nadbytkem bromu):
4 K2CO3 + Fe3Br8 → 8 KBr + Fe3O4 + 4 CO2